# Adquisición por la dirección
La operación de adquisición por la dirección (en inglés, management buyout (MBO)) es la compra de una empresa por el equipo directivo de la misma. En la mayoría de los casos estas operaciones suelen financiarse de forma mixta, por un lado con fondos provenientes de una sociedad de capital riesgo que entren a formar parte del capital de la sociedad y por otro con financiación bancaria. El equipo directivo puede ver respaldado por inversores que mediante la aportación de fondos le ayuden a materializar su proyecto empresarial. Transcurrido un plazo la sociedad de capital riesgo venderá su participación para realizar la plusvalía obtenido en su inversión.